# William Stanley
William Stanley Jr. (Brooklyn, 28 de novembro de 1858 — Great Barrington, 14 de maio de 1916) foi um físico estadunidense.
Obteve 129 patentes cobrindo uma grande gama de dispositivos elétricos.

## Patentes
William Stanley obteve 129 patentes para uma gama de produtos e dispositivos elétricos. A seguir são apresentadas algumas delas, com as mais significantes em destaque:
- Patente E.U.A. 244 331, Circuit-closer for incandescent lamps
- Patente E.U.A. 269 132, Electric lamp
- Patente E.U.A. 316 302, Filament for incandescent electric lamps
- Patente E.U.A. 322 496, Multiple incandescent electric lamp
- Patente E.U.A. 323 372, Carbon for incandescent lamps
- Patente E.U.A. 324 894, Socket for incandescent electric lamp
- Patente E.U.A. 330 269, Holder for incandescent electric lamp
- Patente E.U.A. 333 028, Globe for incandescent electric lamp
- Patente E.U.A. 349 611, Induction coil
- Patente E.U.A. 349 613, Automatic cut-out for electric-lighting circuits
- Patente E.U.A. 349 614, Automatic cut-out for electric-lighting circuit
- Patente E.U.A. 363 559, Incandescent electric lamp [3]
- Patente E.U.A. 333 564, System of electric lighting
- Patente E.U.A. 387 117
- Patente E.U.A. 428 575
- Patente E.U.A. 508 188